# 因果分析
因果分析（いんがぶんせき、英: causal analysis）とは、原因と結果の関係を明らかにするための実験計画法や統計学の分野である。一般的に、これには4つの要素が含まれており、それらは相関関係、時間的順序（つまり、原因はその結果候補の前に起こる必要がある）、観察された結果が起こりうる原因から導かれるもっともらしい物理的または情報理論的メカニズム、および共通あるいは代替（特別な）原因の可能性の排除である。このような分析には、通常、1つまたは複数の人工実験または自然実験が含まれている。

## モチベーション
データ分析は、主に因果関係のある問題に関係している。たとえば、肥料は作物を成長させたか？、または、特定の病気は予防できるか？、あるいは、なぜ私の友人は落ち込んでいるのか？ そのような問いに対し、計画された実験によってデータが収集された場合、潜在的結果や回帰分析の手法によって対応することができる。しかし、観察研究によってデータが収集された場合は、因果関係を推論するためにさまざまな手法が必要となる（たとえば、交絡などの問題のため）。実験データに用いられる因果推論手法は、観測データで合理的な推論を行うために追加の仮定を要する。このような状況下で、因果推論の難しさは、しばしば「相関関係は因果関係を含意しない」と要約されている。

## 哲学および物理学において
因果関係の本質は、哲学や物理学など、複数の学問分野で体系的に研究されている。
学会には因果関係に関する膨大な数の理論が存在しており、「The Oxford Handbook of Causation」(Beebee, Hitchcock & Menzies 2009)は770ページにも及んでいる。哲学の分野では、アリストテレスの四原因説や、アル・ガザーリーの機会原因論 (英語版) が影響力のある学説である。デイヴィッド・ヒュームは、因果関係についての信念は経験に基づくものとし、同様に経験は未来は過去にならう仮定に基づき、それは経験にのみ基づくとし、循環論法につながると主張した。彼は、因果関係は具体的推論に基づかないと結論づけ、実際に観測できるのは相関関係だけだと断言した。 Beebee, Hitchcock & Menzies (2009)によれば、イマヌエル・カントは、「すべての事象には原因がある、あるいは因果律に従っているという近因主義は、厳密な普遍性あるいは必然性を欠いているので、純粋な経験的主張として帰納的に確立されることはない」と述べている。
因果関係の理論は、哲学の分野以外でも、古典力学、統計力学、量子力学、時空理論、生物学、社会科学、および法学で明らかにされている。物理学において、ある相関関係を因果関係として立証するためには通常、既知の自然の法則に従って、原因と結果は局所的メカニズム（例：衝撃）または非局在的メカニズム（例：場）を介して結びつく必要があると考えられている。
熱力学の観点では、熱力学第二法則によって、原因と結果との普遍的な性質が明らかにされ、熱力学的自由エネルギーという特定のケースにおける「原因は結果より高貴である」という古来、中世のデカルト主義が確かめられた。一方、非線形システムやバタフライ効果といった概念に対する一般的な解釈は、小さな事象が、予測不可能で思いがけない大量の潜在的エネルギーの引き金となって、大きな効果を引き起こすというものである。

### 反事実的状態から解釈される因果関係
直感的には、因果関係には相関関係だけでなく、反事実的な依存関係も必要だと考えられる。たとえば、ある学生がテストの成績が悪く、その原因は彼が勉強しなかったことだと推測したとする。これを証明するために、同じ学生が同じ状況で同じテストを受けているが、前の晩に勉強していた、という反事実を考える。もし、歴史を巻き戻して、たった1つの小さなこと（学生に試験勉強させる）を変えることができれば、（バージョン1とバージョン2を比較することによって）因果関係を観察することができる。しかし、歴史を巻き戻したり、制御下で小さな変更を加えた後に出来事を再現することはできないため、因果関係は推測するしかできず、正確に知ることはできない。これは「因果推測の基本的問題」と呼ばれ、因果関係を直接観察することは不可能である。
科学実験や統計的手法の主要な目的は、世界の反事実的状態をできる限り近似することである。たとえば、テストで常に同じ成績をとることが分かっている一卵性双生児で実験することができる。双子の一方は6時間勉強させ、もう一方は遊園地に行かせる。その結果、双子のテストの点数が突然大きく離れたとしたら、これは勉強（または遊園地へ行くこと）がテストの点数に因果的に作用したという強力な証拠になる。この場合、勉強とテストの点数の相関関係は、ほぼ確実に因果関係を意味する。
適切に設計された実験的研究では、前述の例のように、個人の平等性を群の平等性に置き換える。その目的は、両群が受ける処置を除いて類似している2つの群を構築することである。これは、1つの母集団から被験者を選択し、それらを2つ以上の群に無作為に割り当てることで実現される。各群が互いに（平均して）類似した行動をとる可能性は、各群の被験者の数が多いほど高くなる。もし、各群が受ける処置を除いて本質的に同等であり、各群の結果に差異があることが観察されれば、これは処置が結果の原因であるという証拠で、言い換えれば、処置が観察された効果を引き起こしているという証拠となる。ただし観察された効果は、たとえば母集団におけるランダム摂動の結果として「偶然に」引き起こされる可能性もある。統計的検定は、観察された差異が実際には存在しないのに、誤って存在すると結論づける可能性を定量化するために存在する（たとえば、P値を参照）。

## 因果関係の運用上の定義
クライブ・グレンジャーは、1969年に、因果関係の運用上の定義を最初に作成した。グレンジャーは、ノーバート・ウィーナーが提唱した確率的因果関係の定義を分散の比較として運用可能にした。

## 「真実」による検証
Peter Spirtes、Clark Glymour、およびRichard Scheinesは、因果関係の定義を明示的に示さないという考えを導入した。SpirtesとGlymourは、1990年に、因果発見（causal discovery）のためのコンピュータアルゴリズムを発表した。最近の因果発見アルゴリズムの多くは、Spirtes-Glymourの検証アプローチに従っている。

## 探索的因果分析
探索的因果分析（exploratory causal analysis、ECA）は、「データ因果関係（data causality）」または「因果発見（causal discovery）」とも呼ばれ、統計的アルゴリズムを使用して、厳密な仮定の下で潜在的に因果関係のある観測データセットの関連性を推論することである。ECAは、因果推論の一種で、因果モデリング、あるいはランダム化比較試験における処置効果とは異なるものである。これは、データ解析において探索的データ解析が統計的仮説検定に先行することが多いのと同様に、通常、より正式な因果研究に先行する探索的研究である。